# Kia Carnival
Kia Carnival är en MPV som lanserades 1999 som årsmodell 2000. Modellen säljs med 4-cylindriga dieselradmotorer och V6-bensinmotorer.
Modellen ansiktslyftes 2002, och den andra generationen lanserades 2006.
Från år 2010 kom en ny 2,2-liters dieselmotor i modellen och detta blev i Sverige även det enda motoralternativet för modellen då bensinalternativen ej tas in.
I Storbritannien och USA heter modellen Kia Sedona.

## Motoralternativ

### Första generationen
| Modell   | Årsmodell | Motor                   | Cylindervolym | Effekt | Vridmoment | Bränslesystem      |
| -------- | --------- | ----------------------- | ------------- | ------ | ---------- | ------------------ |
| 2.5      | 2000-2001 | V6-motor DOHC 24V       | 2497 cm³      | 165 hk | 222 Nm     | Bränsleinsprutning |
| 2.5      | 2002-2006 | V6-motor DOHC 24V       | 2497 cm³      | 150 hk | 224 Nm     | Bränsleinsprutning |
| 2.9 TD   | 2000-2001 | 4-cyl radmotor DOHC 16V | 2902 cm³      | 126 hk | 338 Nm     | Turbodiesel        |
| 2.9 TD   | 2000-2001 | 4-cyl radmotor DOHC 16V | 2903 cm³      | 135 hk | 309 Nm     | Turbodiesel        |
| 2.9 CRDi | 2002-2006 | 4-cyl radmotor DOHC 16V | 2902 cm³      | 144 hk | 310 Nm     | Turbodiesel        |

### Andra generationen
| Modell   | Årsmodell | Motor                   | Cylindervolym | Effekt | Vridmoment | Bränslesystem      |
| -------- | --------- | ----------------------- | ------------- | ------ | ---------- | ------------------ |
| 2.7 V6   | 2007-     | V6-motor DOHC 24V       | 2656 cm³      | 189 hk | 246 Nm     | Bränsleinsprutning |
| 3.8 V6   | 2007-     | V6-motor DOHC 24V       | 3778 cm³      | 254 hk | 343 Nm     | Bränsleinsprutning |
| 2.9 CRDi | 2007-2009 | 4-cyl radmotor DOHC 16V | 2902 cm³      | 185 hk | 343 Nm     | Turbodiesel        |
| 2.2 CRDi | 2010-     | 4-cyl radmotor DOHC 16V | 2199 cm³      | 195 hk | 430 Nm     | Turbodiesel        |